# Penisola di Koni
La penisola di Koni (in russo полуостров Кони) si trova sulla costa settentrionale del mare di Ochotsk. È compresa nel territorio dell'Ol'skij rajon dell'oblast' di Magadan, nel Circondario federale dell'Estremo Oriente. La penisola si trova a sud-est della città di Magadan; chiude a sud-est la baia del Tauj e delimita a sud l'insenatura interna del golfo Odjan.
La penisola è prevalentemente montuosa; il suo punto più alto è il monte Skalistaja (1548 m). A ovest del suo capo occidentale, capo Taran (мыса Таран), si trova l'isola di Zav'jalov. A capo Taran c'è un faro. Un'altra piccola isola, Umara, si trova vicina alla sua costa settentrionale.
La parte occidentale della penisola fa parte della riserva naturale statale "Magadanskij" che ha un'area complessiva di 883 817 ettari. È stata istituita nel 1982, e dal 2005 è stata inserita nella lista provvisoria dell'UNESCO.